# Himejima Chikugai
Himejima Chikugai (japanisch 姫島 竹外; geboren 10. März 1840 in Fukuoka (Provinz Chikuzen); gestorben 3. März 1928) war ein japanischer Maler der Nanga-Richtung.

## Leben und Werk
Himejima Chikugai wurde als Samurai des Fukuoka-Han geboren. Er begann ein Studium der Malerei im Nanga-Stil, zunächst unter Murata Tōho (村田 東圃), dann unter Ishimaru Shungyū (石丸春牛). Daneben arbeitete er in der Zeit, als das Tokugawa-Shogunat dem Ende entgegen ging, für den Fukuoka-Han.
Nach der Meiji-Restauration 1868 ließ sich Himejima in Osaka nieder und begann eine Karriere als Maler. Ein erster Erfolg war das Bild  „Matsuish Karei“ (松石佳霊図), das er für den Kronprinzenpalast geschaffen hatte. Im Jahr 1900 brachte er in Osaka die Nanga-Maler zusammen und wurde Leiter die Künstlervereinigung „Nanshū Gakei“ (南宗画会). Zwei Jahre später änderte man den Namen in „Ōsaka Nanshū Gakai“ (大阪南宗画会) und veranstaltete im selben Jahr die 1. „Nationale Nanga-Gemeinschaftsausstellung“ (第1回全国南画共進会; Daiichi Zenkoku Nanga Kyōshinkai). Er erhielt einen 2. Preis in Silber. Er wurde Mitglied der „Nihon Bijutsu Kyōkai“ (日本美術協会).
Himejima hatte in seinen späten Jahren viele Schüler, die sich in der „Shushinkai“ (淑心会) zusammenfanden. 1918 wurde das „Chikugai Nangaiin“ (竹外南画院) eröffnet, das den Nachwuchs ausbildete. Bekannte Schüler waren Mizuta Chikuho und Akamatsu Unrei. Er war der große Meister der Osakaer Nanga-Szene. Seine Themen waren Landschaften (山水画, Sansui-ga) und die Blumen-Vögel-Bilder (花鳥画, Kachō-ga).

## Bilder

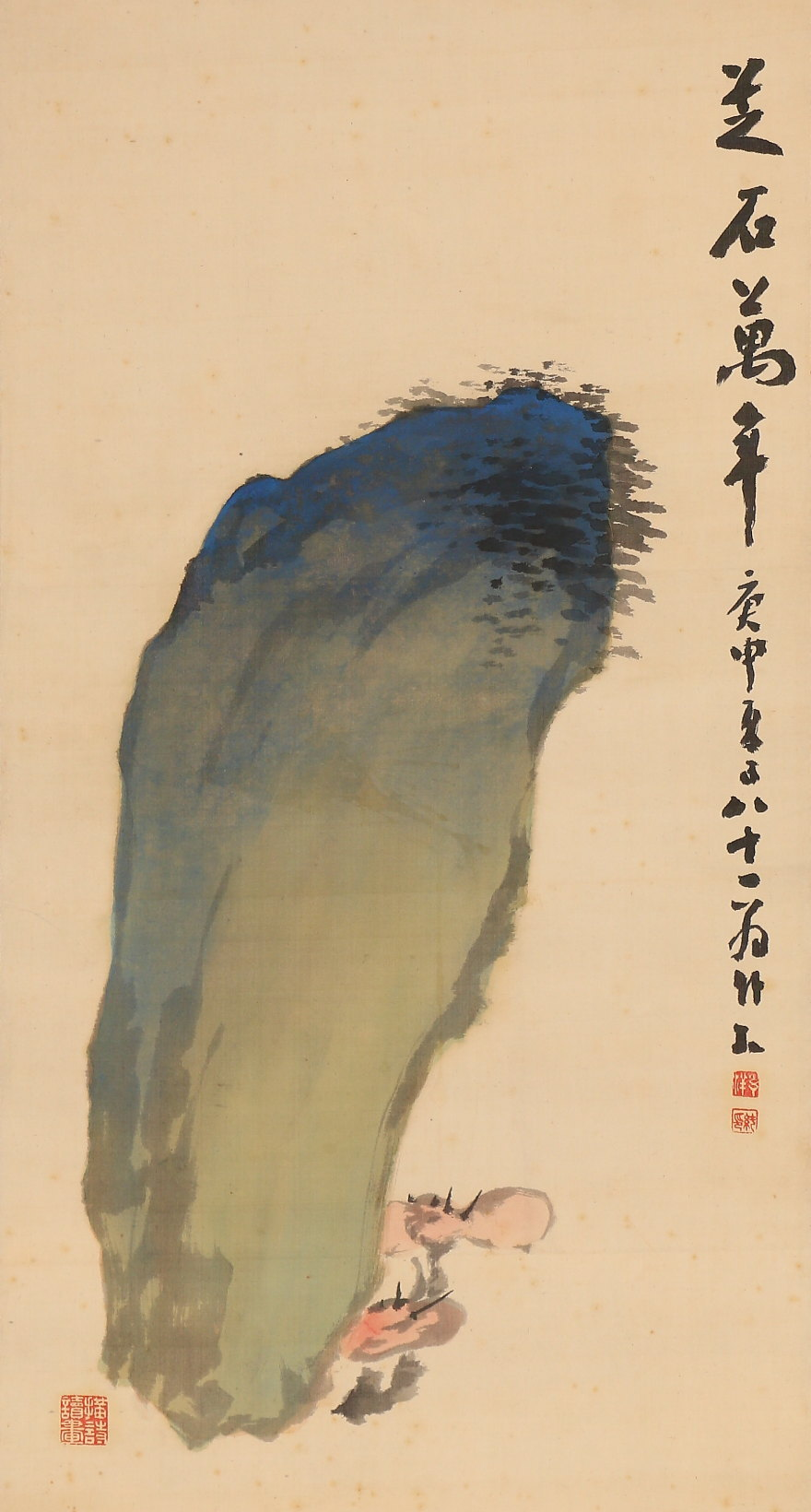
Felsen
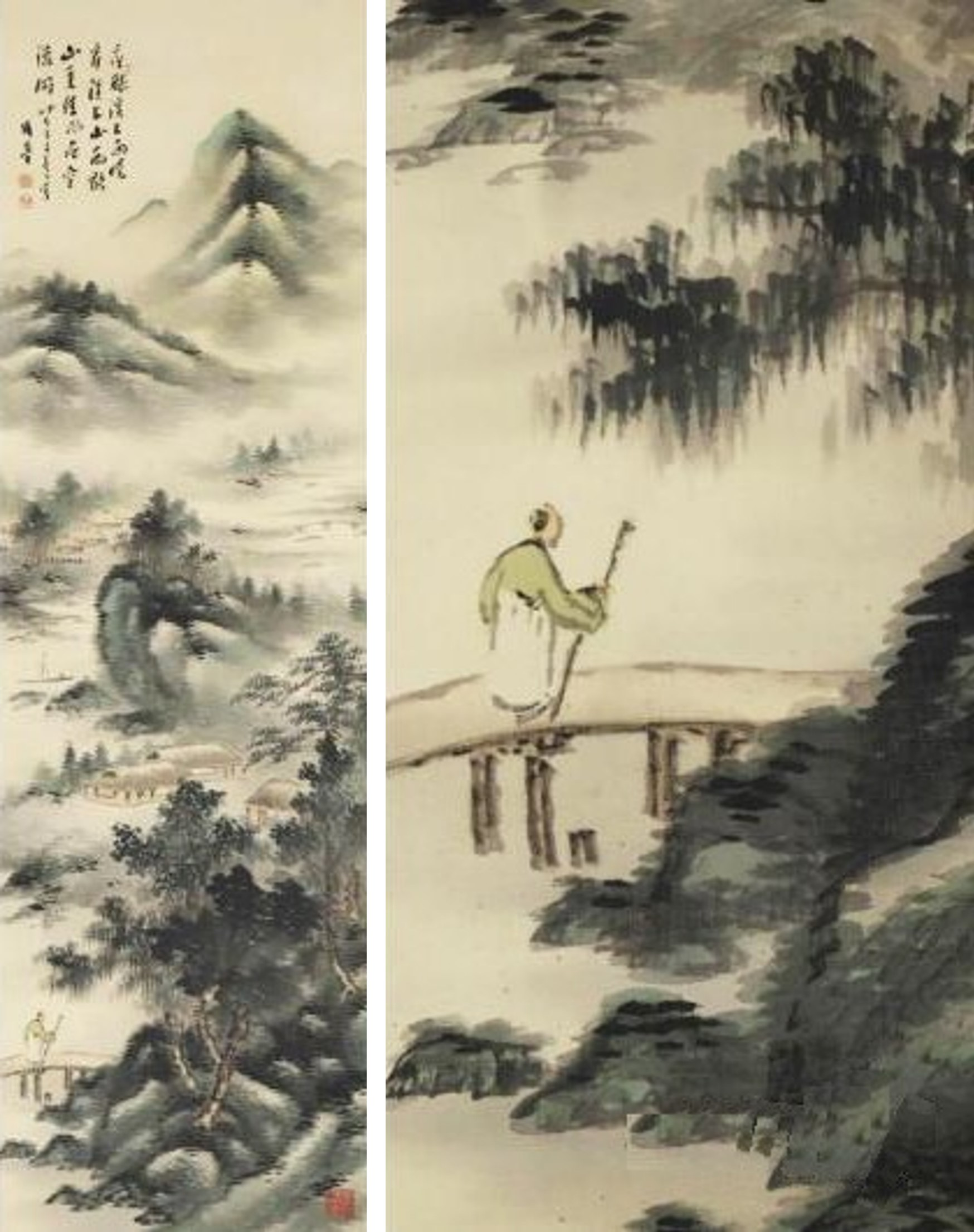
Landschaft
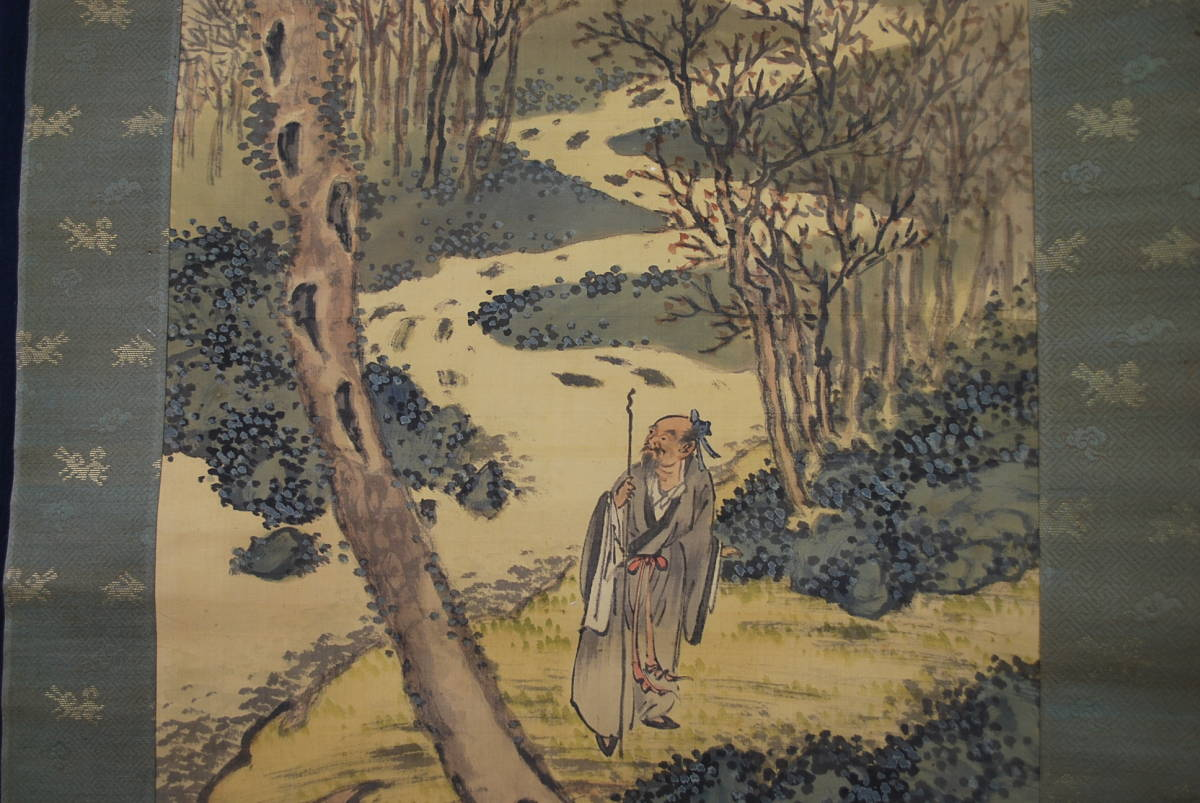
Landschaft 2, Detail
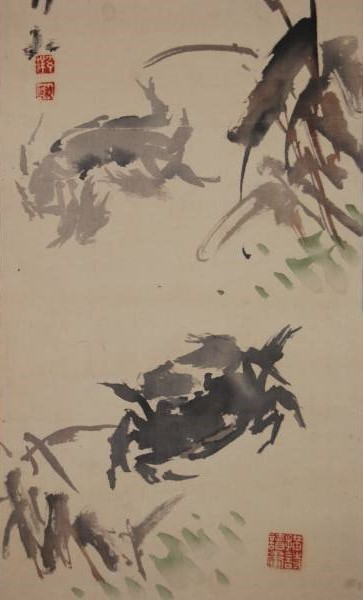
Krabben
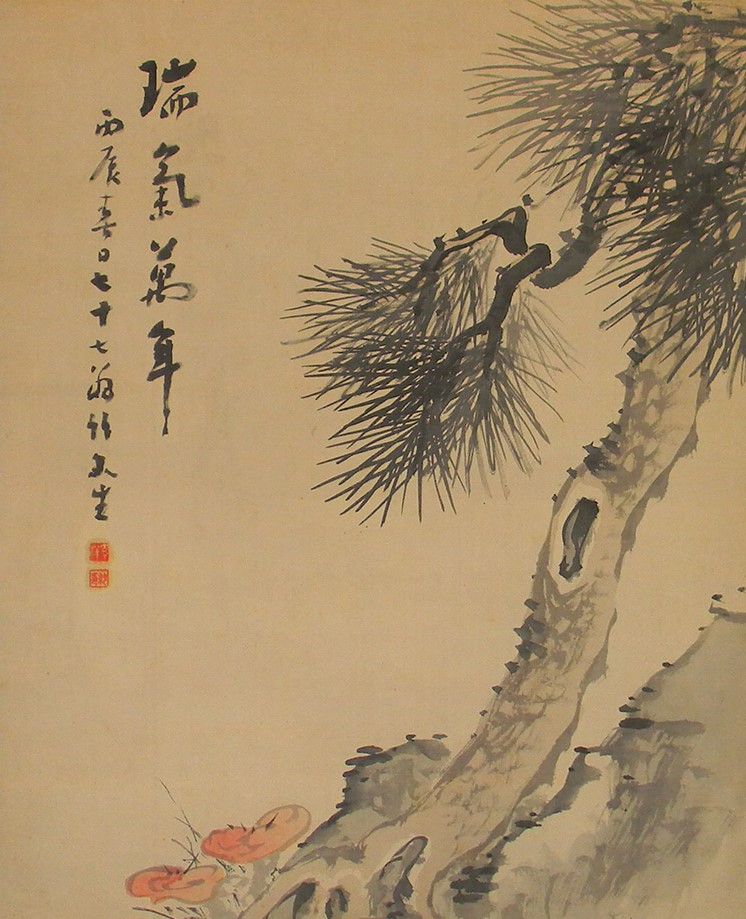
Kiefer
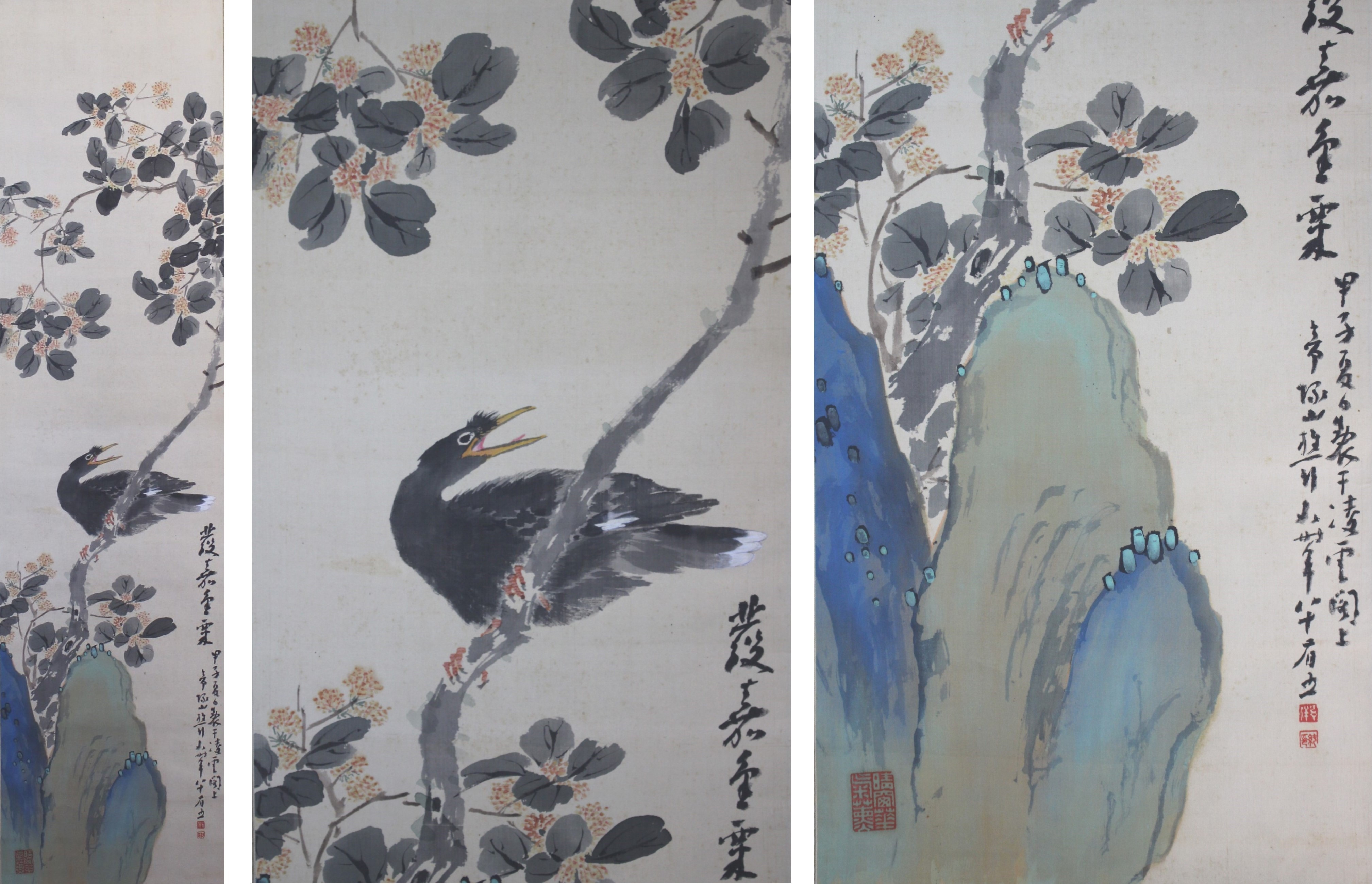
Vogel auf dem Zweig